# Casa na Rua da Audiência, n.º 2
A Casa na Rua da Audiência, n.º 2 é um edifício na vila de Alcantarilha, no Município de Silves, em Portugal. 

## Descrição e história
O imóvel, de funções residenciais, tem um só piso, e forma um gaveto entre duas ruas. Está situado no centro da vila, nas proximidades da Igreja Paroquial e da Casa na Rua das Marinhas, n.º 2. Foi construído durante o século XX.